# Лі Сунні
Лі Сунні (нар. 27 червня 1989) — китайська борчиня вільного стилю, чемпіонка Азії.

## Життєпис
Боротьбою почала займатися з 2002 року. У 2007 році стала чемпіонкою світу серед юніорів.
Виступала за борцівський клуб Харбіна. Тренер — Сон Мінші.

## Спортивні результати на міжнародних змаганнях

### Виступи на Чемпіонатах світу
| Змагання                        | Збірна | Вагова категорія          | Місце |
| ------------------------------- | ------ | ------------------------- | ----- |
| Чемпіонат світу з боротьби 2006 | КНР    | жіноча боротьба, до 55 кг | 10    |

### Виступи на Чемпіонатах Азії
| Змагання                       | Збірна | Вагова категорія          | Місце  |
| ------------------------------ | ------ | ------------------------- | ------ |
| Чемпіонат Азії з боротьби 2008 | КНР    | жіноча боротьба, до 59 кг | Золото |

### Виступи на змаганнях молодших вікових груп
| Змагання                                      | Збірна | Вагова категорія          | Місце  |
| --------------------------------------------- | ------ | ------------------------- | ------ |
| Чемпіонат світу з боротьби серед юніорів 2007 | КНР    | жіноча боротьба, до 59 кг | Золото |